# Basketball Club Verkerk
Maillots
Le BC Verkerk est un club pratiquant le basket-ball et basket-ball en fauteuil roulant, localisé à Zwijndrecht, aux Pays-Bas, en Hollande-Méridionale.
Son équipe handibasket est la plus titrée dans la première division de la scène européenne avec Galatasaray, mais derrière Lahn-Dill depuis 2015, comptant cinq EuroCup 1 remportées dans les années 90.

## Handibasket

### Palmarès
International
- Coupe des Clubs Champions (Eurocup 1) :
  - 1991 :  Champion d'Europe
  - 1992 :  Champion d'Europe
  - 1993 :  Champion d'Europe
  - 1994 :  3e place
  - 1995 :  Champion d'Europe
  - 1996 :  Champion d'Europe
- Coupe André Vergauwen (Eurocup 2) : 
  - 2012 :  Vice-champion d'Europe[4]

National
- Championnat des Pays-Bas : 1991, 1992, 1993, 1994, 1995, 1996
- Coupe des Pays-Bas : 1991, 1992, 1993, 1994, 1995, 1996